# Schmiedeberg
Schmiedeberg è una frazione della città di Dippoldiswalde in Sassonia, Germania.

Appartiene al circondario della Svizzera Sassone-Monti Metalliferi Orientali (targa PIR).
Fino al 31 dicembre 2013 era comune autonomo.